# Càndid Gardoy i Martín
Càndid Gardoy i Martín, més conegut com a Macala, (Barcelona, 21 d'abril de 1921 - Barcelona, 13 de març de 1994) fou un futbolista català, fill de pare basc i mare catalana, de la dècada de 1940. També destacà en la pilota basca.

## Trajectòria
El sobrenom Macala l'heretà del seu pare, qui fou un destacat jugador de pilota conegut amb aquest sobrenom. Debutà a primera divisió amb l'Athletic Club la temporada 1939-40. A continuació destacà al RCD Espanyol on jugà tres temporades fins al 1943. Durant aquests anys disputà dos partits amb la selecció catalana de futbol. Posteriorment defensà els colors del Reial Saragossa a Segona Divisió, Hèrcules CF, club amb el qual ascendí a Primera i descendí a Segona, Reial Madrid CF, durant quatre temporades, i finalment Racing de Santander. Posteriorment defensà els colors de la Gimnástica de Torrelavega i el CD Laredo.
En total jugà 11 temporades a primera divisió y tres a segona. Fou un cop convocat amb la selecció espanyola de futbol però no arribà a debutar.
Un cop es retirà del futbol esdevingué jugador aficionat de pilota basca al Club Vasconia de Barcelona.

## Palmarès
Reial Madrid
- Copa Eva Duarte: 1
  - 1947-48